# Christopher Lawless
Christopher Lawless, nascido a 4 de novembro de 1995 em Wigan, é um ciclista britânico. Estreiou com a equipa Team Wiggins em 2015. A partir de 2018 milita nas fileiras do conjunto Team INEOS.

## Palmarés
2016
- 1 etapa do New Zealand Cycle Classic

2017
- ZLM Tour
- 1 etapa do Tour de l'Avenir
- 1 etapa do Tour de Beauce
- 2º no Campeonato do Reino Unido em Estrada

2018
- 1 etapa da Settimana Coppi e Bartali

2019
- Tour de Yorkshire

## Equipas
- Team Wiggins (2015)
- JLT Condor (2016)
- Axeon Hagens Berman (2017)
- Sky/INEOS (2018-)
  - Team Sky (2018-04.2019)
  - Team INEOS (05.2019-)